# 13º Reggimento fanteria "Pinerolo"
Il 13º Reggimento fanteria "Pinerolo" è stata un'unità militare dell'Esercito italiano.

## Le origini
Il Reggimento trae la sua origine dal Reggimento Lullino, costituito nel Ducato di Savoia nel 1672 durante il regno del duca Carlo Emanuele II di Savoia, dal nome del colonnello marchese Lullino, suo primo comandante.
Alla morte del primo comandante il reggimento come era consuetudine all'epoca cambia nome e assume quello di Reggimento Bagnasco (1676-1678), dal nome del nuovo colonnello marchese di Bagnasco. Nel 1678 diventa Reggimento Masino in conseguenza del passaggio del comando del reggimento al colonnello conte di Masino. Nel 1680 prende il nome di Reggimento di Saluzzo di SAR.

### La guerra della Grande Alleanza
Nella prima metà del XVIII secolo l'Europa fu scossa da un susseguirsi di conflitti e il reggimento prese parte alle battaglie della guerra della Lega di Augusta (1690-97) combattendo nella sfortunata battaglia di Staffarda, il 16 agosto 1690, dove l'esercito Ducale di Vittorio Amedeo II, fu sconfitto dai francesi del Catinat. Nel 1692 prende parte alla Battaglia della Marsaglia.

### La guerra di successione spagnola

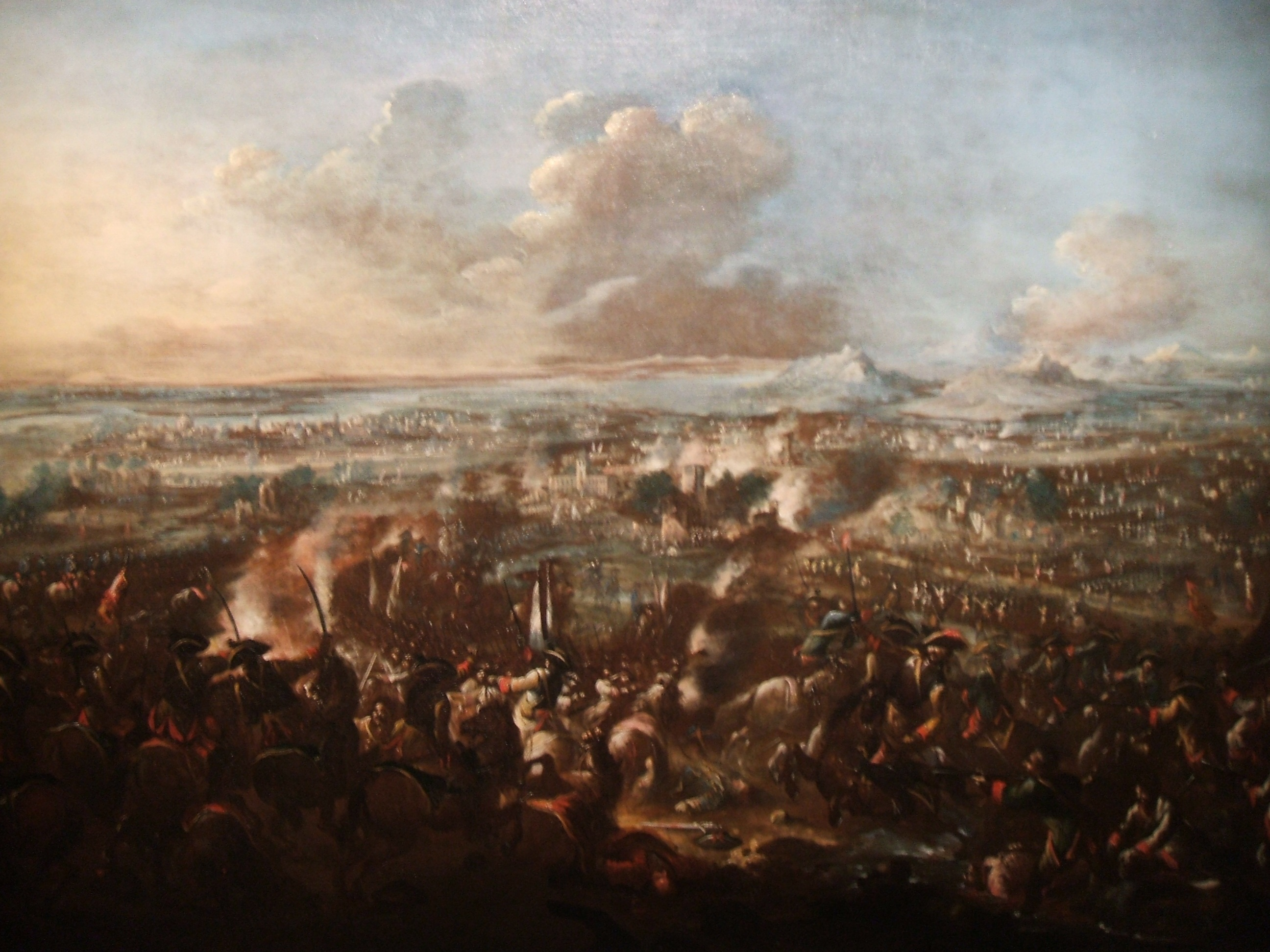
Dipinto raffigurante la battaglia di Torino

Nel periodo 1701-1713 il reggimento partecipa alle campagne d'armi della guerra di successione spagnola; inizialmente Vittorio Amedeo II di Savoia con il Trattato di Torino (1696) era alleato con i francesi. La situazione politica però presto cambiò: nel 1703 venne dichiarato l'ingresso del Piemonte nella Lega di Augusta con il Trattato di Torino (1703). Il reggimento nel maggio 1706 partecipò alla battaglia di Torino contro i soldati franco-spagnoli.
I Savoia alla fine della guerra con il Trattato di Utrecht si videro restituito il contado di Nizza, ricevettero la Sicilia (e con essa il titolo di Re per Vittorio Amedeo II di Savoia ed i suoi successori), tutta l'alta valle di Susa, Pinerolo e parti del territorio milanese. Nel 1713 il re Vittorio Amedeo II nel suo viaggio in sicilia per prendere possesso dei nuovi territori siciliani (Storia della Sicilia piemontese), venne seguito dal I battaglione del reggimento a cui si aggiunse poi anche il II. Nel 1720 il re Vittorio Amedeo II, con il trattato dell'Aia (20 febbraio 1720) aveva ottenuto l'isola di Sardegna con il titolo di Re di Sardegna in cambio della sicilia e il Reggimento al completo tornò ad avere sede in Piemonte.

### La guerra di successione polacca
Nel 1733-1735 il reggimento partecipò alle campagne d'armi della guerra di successione polacca al fianco dei francesi a cui il regno di Sardegna si era alleato contro l'Austria. Il reggimento combatté il 19 settembre 1734 nella battaglia di Guastalla.

### La guerra di successione austriaca
Nel 1742-1748 partecipa alle campagne d'armi della guerra di successione austriaca. Nell'autunno del 1744 partecipò alla battaglia di Madonna dell'Olmo.

## Il Risorgimento
Carlo Alberto, appena salito al trono riorganizza l'intera struttura militare, ridotta in condizioni precarie dal suo predecessore Carlo Felice. Nel 1831, con l'istituzione delle Brigate Permanenti, si sdoppia in 1º e 2º Reggimento “Pinerolo”, ciascuno dei quali è costituito da uno stato maggiore e tre battaglioni. Nel 1832 il terzo battaglione viene trasformato in deposito, che per semplificare le operazioni di mobilitazione, viene acquartierato al centro della rispettiva zona di reclutamento. Nel 1839 i due Reggimenti assumono il nome di 13º e 14º Reggimento di Fanteria Brigata “Pinerolo”, in base all'assegnazione ai Reggimenti di un numero progressivo. La riorganizzazione prevede uno stato maggiore, due battaglioni, ognuno con una compagnia di granatieri e tre di fucilieri, e un terzo battaglione formato da quattro compagnie di cacciatori. Il quadro deposito dava vita in caso di mobilitazione ad un quarto battaglione formato da quattro compagnie di fucilieri. I soldati erano per lo più di leva e prestavano servizio per quattordici mesi, restando disponibili ad eventuali richiami per quindici anni. I reggimenti entrano in campagna nel 1848 durante la prima guerra d'indipendenza.

## La prima guerra mondiale
Nella Prima Guerra Mondiale il Reggimento è costituito da tre battaglioni ed un deposito; ogni battaglione è strutturato su 4 compagnie e una sezione mitraglieri.

## Il periodo tra le due guerre
In attuazione della legge dell'11 marzo 1926 sull'ordinamento dell'esercito, riprende il nome di 13º Reggimento Fanteria "Pinerolo" ed a seguito della formazione delle brigate su tre reggimenti viene assegnato alla XXIV Brigata di Fanteria della quale fanno parte anche il 14° "Pinerolo" ed il 225° "Arezzo"; rimane strutturato su due battaglioni.
Nel periodo tra il 1934 ed il 1940 assume le funzioni di Reggimento Scuola, assorbendo la Scuola Allievi Sottufficiali di Rieti che diviene il II battaglione allievi nel reggimento. Dall'aprile 1935 al settembre 1936, il Reggimento viene mobilitato per la Campagna d'Africa 1935-36 ed inviato in A.O. dove è schierato nel settore di Af Gaga e Scirè. In patria è sostituito nelle sue funzioni dal 95º Reggimento Fanteria Scuola.

## Tempi recenti

Fregio dell'Arma di Fanteria dell'Esercito Italiano (usato per la Fanteria di Linea)

## Onorificenze
Nella sua storia il 13º Reggimento fanteria "Pinerolo" ha meritato le seguenti onorificenze alla bandiera:

### Decorati
- Massimiliano Bocchiardo di San Vitale, maggiore
- Davide Caminati, colonnello
- Giuseppe Tagliamonte, capitano
- Giulio Zanon, soldato

Medaglia d'argento al valor militare
- Don Luigi Garnier, cappellano decorato nel 1859
- Carlo Gallina, capitano

## Insegne e Simboli
- Il Reggimento indossa il fregio della Fanteria (composto da due fucili incrociati sormontati da una bomba con una fiamma dritta). Al centro nel tondino è riportato il numero "13".
- Mostreggiature: le mostrine del reggimento sono rettangolari di colore Rosso listate verticalmente di Nero; derivano dai risvolti e dalle guarniture (mostre) che ornavano le antiche uniformi sabaude, i cui colori cambiavano da reggimento a reggimento. Alla base della mostrina si trova la stella argentata a 5 punte bordata di nero, simbolo delle forze armate italiane.

## Motto del Reggimento
"Sempre più avanti sempre più in alto"

## Festa del reggimento
Il reggimento festeggia il combattimento di Cima Echar, Costalunga e Valbella avvenuto il 15 giugno del 1918 dove si merita una Medaglia d'Oro al Valor Militare.